# Maysville (Géorgie)
Pour les articles homonymes, voir Maysville.
Maysville est une ville américaine située dans les comtés de Banks et de Jackson, en Géorgie. Selon le recensement de 2020, sa population est de 1 867 habitants.